# Меденка
Меденка, в верхнем течении Перечня — река в западной части Тверской области, приток Торопы. Длина реки составляет 12 км.

## История
Ранее река носила название Медина, а верхнее течение исторически называется Перечней.
На реке располагались исчезнувшие в настоящее время населённые пункты Поповка, Заболонье и Перечник. Через Меденку было сооружено по меньшей мере 2 моста.

## Течение

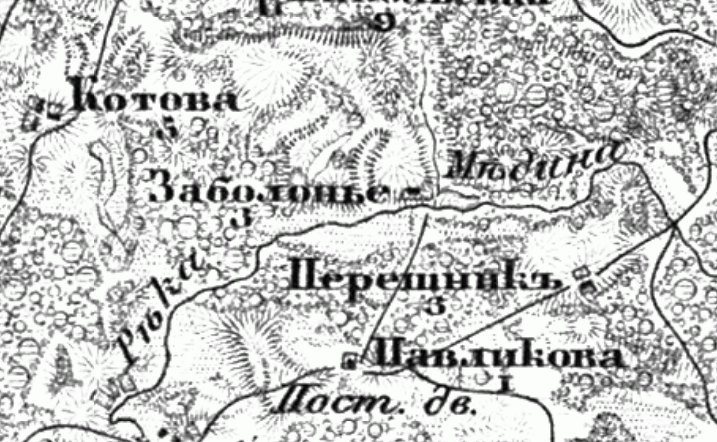
На карте 1871 года река подписана как Медина.

Меденка протекает по территории Василёвского и Понизовского сельских поселений Торопецкого района.
Река вытекает из небольшого озера Меденецкое, расположенного в 1 км от деревни Захаркино. Высота истока — около 213 метров над уровнем моря. Течёт в северо-западном, южном и юго-западном направлениях; в целом на запад.
Впадает в северо-восточный залив Кудинского озера, через которое протекает Торопа. Высота устья — 179,2 метра над уровнем моря.

## Населённые пункты
В бассейне реки расположены населённые пункты Мартисово, Сушино, Васьково и Бородашкино.

## Притоки
Принимает несколько мелких ручьёв. Основной приток — река Дарищинка — правый.

## См.также
- Перечник